# Torre de defensa i antiga porta fortificada
La Torre de defensa i antiga porta fortificada és una obra medieval de Pardines (Ripollès) protegida com a Bé Cultural d'Interès Local.

## Descripció
A prop de l'església dominant la vall de Segadell. Es tracta d'un conjunt format per una torre rodona, que defensa la porta de tres grans arcades a on s'hi aboca un carrer. Es troba a la part sud de Pardines formant part de les edificacions. La torre, a la seva part baixa, deixa veure les antigues espitlleres de defensa i actualment forma part d'una casa que s'ha restaurat o reconstruït al seu damunt. Les estructures són de pedra agafada amb morter de calç i forjat de fusta.
Construcció d'època medieval.